# Giovanni Agusta
Le comte Giovanni Agusta, né le 4 octobre 1879 à Parme et mort le 27 novembre 1927, est un pionnier de l'aviation italienne, fondateur de la société Agusta.

## Biographie
Sa famille est originaire de Sicile. En 1907, Giovanni Agusta construit son premier avion,, l'AG-1, un planeur, lequel, tiré par une automobile, vole pour la première fois sur la place d'Armes de Capoue. En 1911, il s'engage comme volontaire et combat dans la guerre italo-turque. En 1913, il travaille pour la société Caproni, travaillant sur les différents dispositifs de parachute, puis avec l'arrivée de la Première Guerre mondiale, il met à la disposition de l'aviation militaire italienne son expérience acquise durant la décennie précédente. Après la guerre, il fonde le groupe Costruzioni Aeronautiche Giovanni Agusta. En 1923, Giovanni Agusta transfère ses activités à Samarate et emmène avec lui sa femme et ses trois fils : Domenico, Vincenzo et Mario. 
À sa mort en 1927, Giovanni Agusta laisse à sa femme Giuseppina Turetta et à son fils aîné la responsabilité du groupe Agusta.

## Sources
- (it) Cet article est partiellement ou en totalité issu de l’article de Wikipédia en italien intitulé « Giovanni Agusta » (voir la liste des auteurs).